# Affaire du conseiller Prince
 (février 2024).
Améliorez-le ou discutez des points à vérifier. 
L’affaire du conseiller Prince a son origine dans la découverte le 20 février 1934 du corps déchiqueté d'Albert Prince (1883-1934) attaché aux rails, au kilomètre 311 de la voie ferrée Paris-Dijon, à proximité de cette dernière ville, au lieu-dit La Combe-aux-Fées. Une mallette ouverte et vide est retrouvée non loin de son corps.
Conseiller à la cour d'appel de Paris et chef de la section financière du parquet de Paris, il avait enquêté sur Alexandre Stavisky, un financier véreux retrouvé « suicidé » la même année. 

## Albert Prince
Albert Prince naît le 31 octobre 1883 à Châtenois-les-Forges dans le Territoire de Belfort. Sa carrière judiciaire débute en 1907 au parquet de la Seine. Il s’illustre pendant la Première Guerre mondiale, où de simple sergent, il s’élève au grade de capitaine. Il est par deux fois blessé au combat, décoré de la croix de guerre avec deux citations, puis obtient la Légion d’honneur. Fait prisonnier de 1916 à 1918, il est interné dans le camp de Vöhrenbach dans le grand-duché de Bade.
Il poursuit sa carrière de magistrat après 1918 et est nommé procureur de la République à Troyes le 5 octobre 1922. Il reste à ce poste presque trois ans. À la fin des années 1920, il est nommé responsable de la section financière du tribunal de la Seine, un poste concerné par l’affaire Stavisky. En 1930, il réunit les rapports de l'inspecteur Gripois et les notes du commissaire Edmond Pachot sur les agissements d'Alexandre Stavisky et les transmet à sa hiérarchie,. Il participe à la mise en cause des agissements du procureur général Pressard, beau-frère du président du Conseil Camille Chautemps, qui a permis à Stavisky d'échapper à la justice.

## Enquête

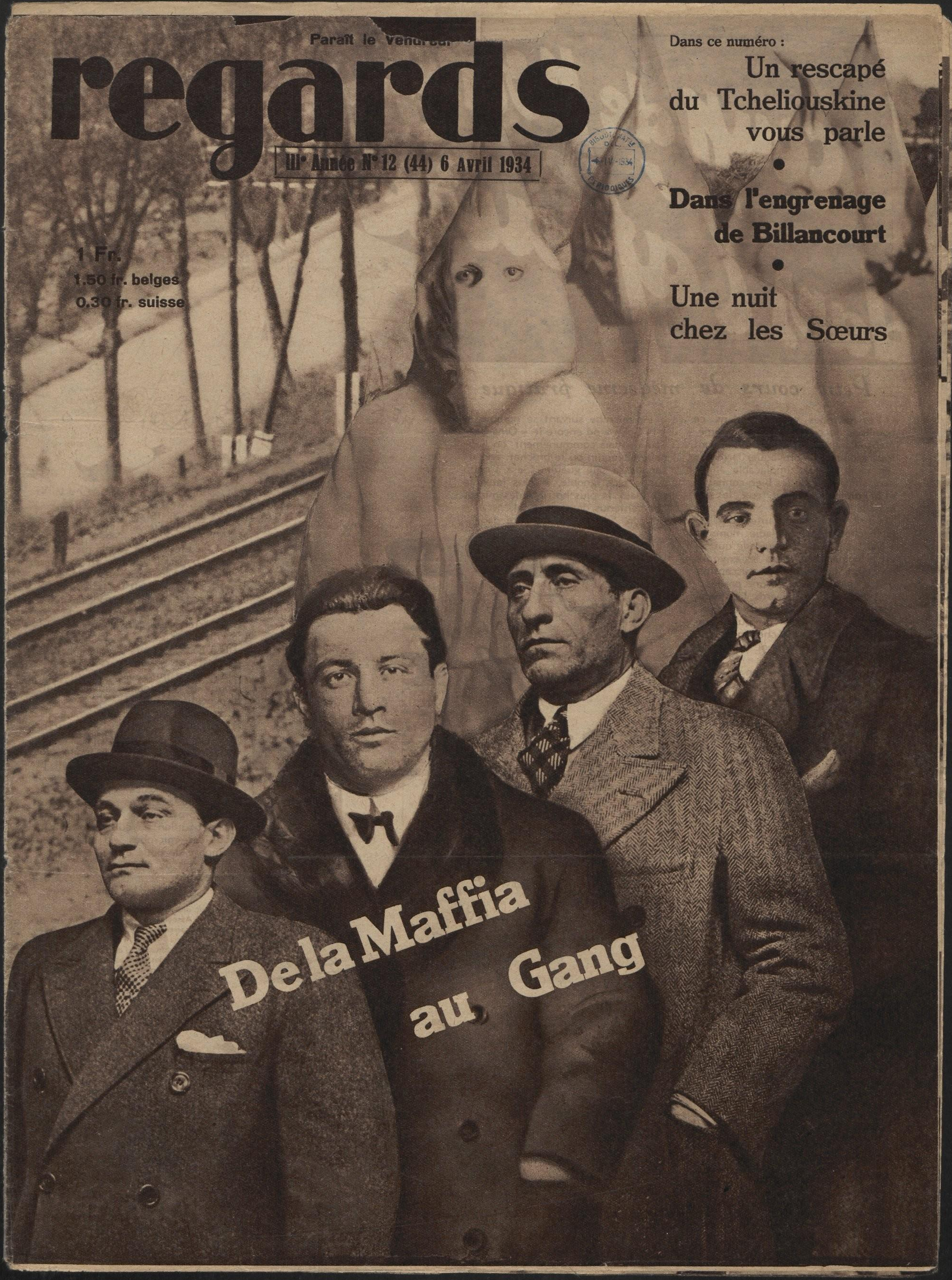
L'affaire Prince est contemporaine de la naissance en France du thème de la « mafia » réputée toute-puissante, illustrée dans ce photomontage à la une de l'hebdomadaire communiste Regards de mars 1934 par les quatre principaux malfrats un temps accusés : de haut, en bas, Paul Carbone, Georges Hainnaux, Gaëtan de Lussats et François Spirito. En arrière-plan, derrière les personnages cagoulés, une voie de chemin de fer illustrant le lieu du crime, La Combe-aux-Fées.

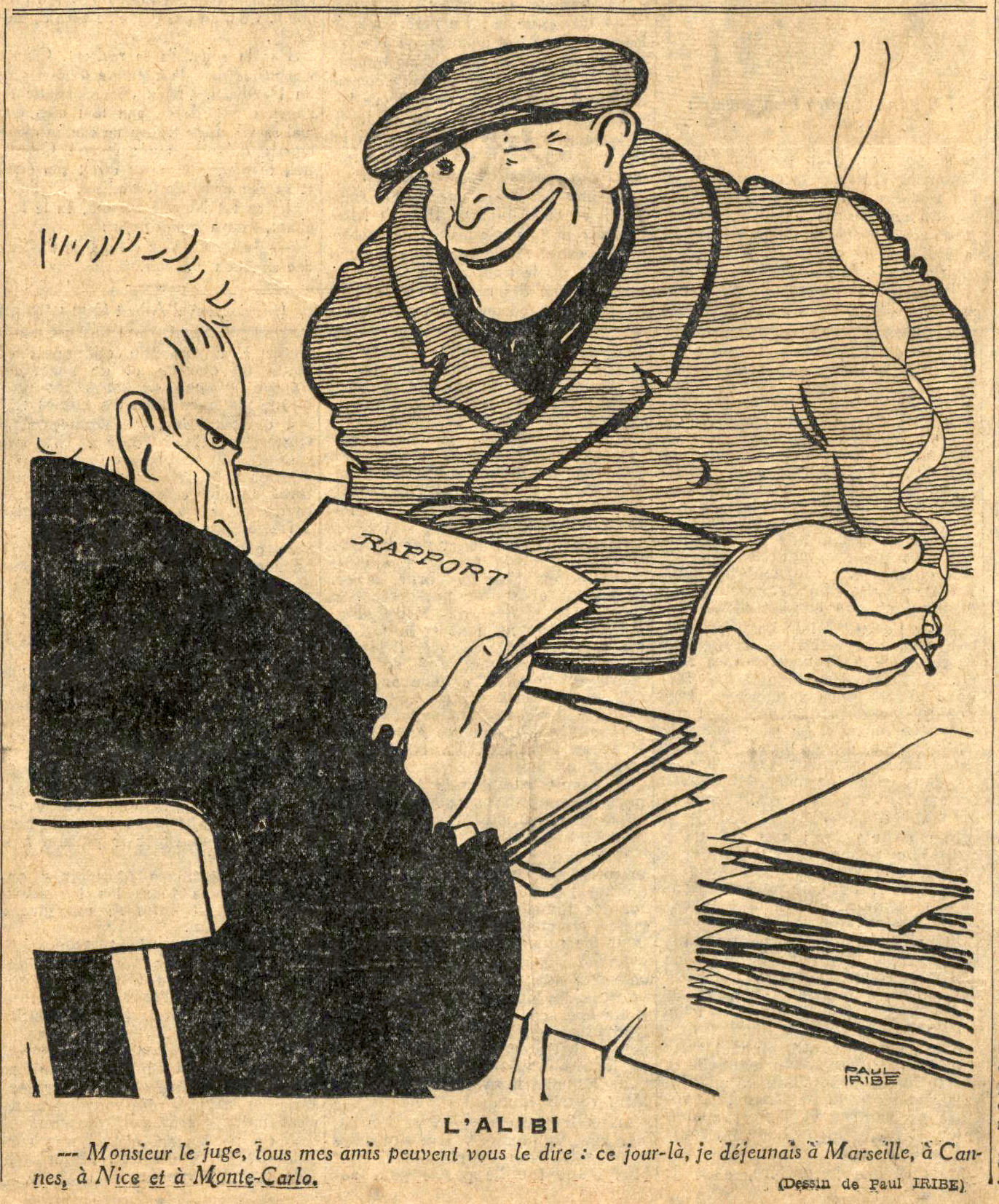
L'effondrement des accusations contre Carbone, Spirito et de Lussats, dessin de Paul Iribe dans Le Journal du 7 avril 1934 : Monsieur le juge, tous mes amis peuvent vous le dire : ce jour-là, je déjeunais à Marseille, à Cannes, à Nice et à Monte-Carlo.

Des témoignages font pencher l'enquête en faveur d'un meurtre. Son rapport sur l'affaire Stavisky a disparu ; il a été faussement attiré à Dijon, où demeure sa mère ; et certains assurent l'avoir vu se débattre à l'arrière d'une voiture.
Malgré tout, les commissaires Belin et Guillaume ne privilégient que la thèse du suicide. L'inspecteur Pierre Bonny va ensuite, sur la base de faux éléments, accuser les caïds marseillais Paul Carbone, François Spirito et Gaëtan de Lussats, qui sont incarcérés le 29 mars suivant à la maison d’arrêt de Dijon.
En moins d'un mois, les deux premiers sont relaxés et de Lussats transféré à Paris puis à Nice sous l'inculpation de recel de timbres fiscaux volés. L'affaire est classée en janvier 1937. Le 27 décembre 1944, Pierre Bonny aurait confié à son fils ainsi qu'au médecin légiste présent lors de son exécution qu'il était responsable de l'assassinat de Prince et que le meurtre avait été commis pour « défendre la République ».

## Réactions
Le 20 février 1934, Léon Daudet, dans une lettre ouverte intitulée La Maçonnerie et les événements actuels, attaque violemment la franc-maçonnerie, à qui il attribue l'assassinat du magistrat, une opinion partagée par Alfred Détrez dans ses essais. Albert Vigneau désigne la maçonnerie comme liée à l'assassinat d'Albert Prince, tout comme à l'affaire Stavisky et la dissolution des ligues après la crise du 6 février 1934.

## Pour approfondir

### Filmographie
Dans le téléfilm Stavisky, l'escroc du siècle (2016) de Claude-Michel Rome, son rôle est tenu par Frédéric van den Driessche.